# 45-та фольксгренадерська дивізія (Третій Рейх)
45-та фольксгренадерська дивізія (Третій Рейх) (нім. 45. Volksgrenadier-Division) — піхотна дивізія народного ополчення (фольксгренадери), що входила до складу вермахту на завершальному етапі Другої світової війни. Дивізія сформована у жовтні 1944 року шляхом переформування 45-ї гренадерської дивізії.

## Історія
45-та фольксгренадерська дивізія була створена 21 жовтня 1944 року шляхом переформування 45-ї гренадерської дивізії та поповнень за рахунок резервних частин Люфтваффе і народного ополчення. 45-та дивізія пройшла дуже короткий термін підготовки та злагодження своїх підрозділів і невдовзі взяла участь у важких оборонних боях у Польщі восени 1944 року, де зазнала значних втрат на річці Вісла. У березні 1945 року ОКВ передислокував значно ослаблену 45-ту дивізію до Чехословаччини, де вона вела бої до капітуляції у травні 1945 року.

## Райони бойових дій
- Польща (жовтень — листопад 1944);
- Німеччина (листопад 1944 — березень 1945);
- Чехословаччина (березень — травень 1945).

## Командування

### Командири
- генерал-майор Ріхард Даніель (нім. Richard Daniel) (21 жовтня 1944 — 9 травня 1945).

### Підпорядкованість
| Час     | Корпус  | Армія       | Група армій (округ) | Штаб                           |
| ------- | ------- | ----------- | ------------------- | ------------------------------ |
| 1944    |         |             |                     |                                |
| жовтень | VIII ак | 9-та армія  | Група армій «Центр» | Варка/Радом                    |
| жовтень | VIII ак | 9-та армія  | Група армій «A»     | Варка/Радом                    |
| 1945    |         |             |                     |                                |
| січень  | VIII ак | 9-та армія  | Група армій «A»     | Варка/Радом                    |
| лютий   | VIII ак | 17-та армія | Група армій «Центр» | Мюнстерберг                    |
| квітень | XXXX тк | 17-та армія | Група армій «Центр» | Мюнстерберг                    |
| травень | XVII ак | 17-та армія | Група армій «Центр» | Протекторат Богемії та Моравії |

### Склад
| 1944                                    |
| --------------------------------------- |
| 130-й гренадерський полк                |
| 133-й гренадерський полк                |
| 135-й гренадерський полк                |
| 98-й артилерійський полк                |
| 81-й інженерний батальйон               |
| 45-й батальйон зв'язку                  |
| 45-мє дивізійне управління забезпечення |
| 98-й запасний батальйон                 |

## Нагороджені дивізії
Нагороджені дивізії
|  | Кавалери Нагрудного знаку ближнього бою в золоті                                                           | 1                                                   |
|  | Кавалери Золотого Німецького Хреста                                                                        | 2                                                   |
|  | Кавалери Лицарського хреста Залізного хреста з Дубовим листям                                              | 1 (№ 857 генерал-майор Ріхард Даніель — 30.04.1945) |
|  | Кавалери Лицарського хреста Залізного хреста                                                               | 1                                                   |
|  | Кавалери Почесної застібки Сухопутних військ «Почесна застібка на орденську стрічку для Сухопутних військ» | 2                                                   |

- Нагороджені Сертифікатом Пошани Головнокомандувача Сухопутних військ (8)